# Elfriede Preibisch

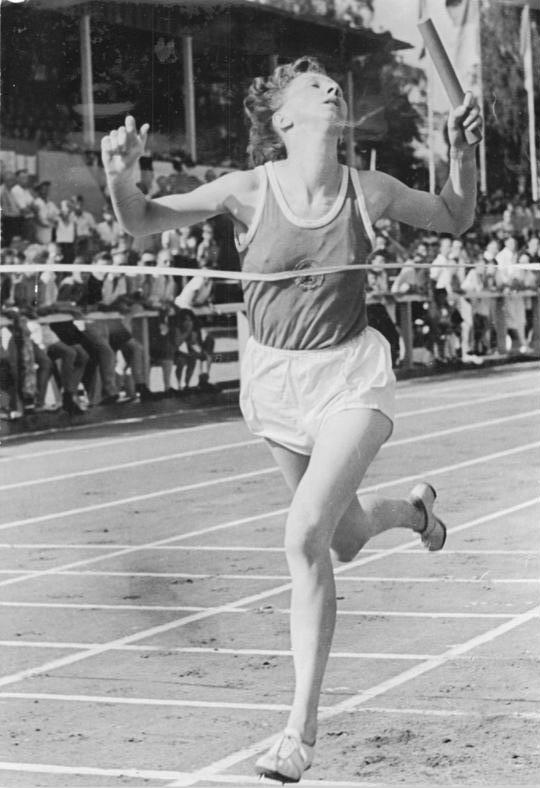
Elfriede Preibisch bei den DDR-Meisterschaften 1952 in Jena

Elfriede Preibisch, geb. Stäps (* 16. November 1926 in Pirna; † 2. August 2021 in Amberg) war eine deutsche Leichtathletin.
Sie trat für die BSG Lokomotive Pirna an und wurde 1950 DDR-Meisterin über 100 und 200 Meter. Im Jahr 1951 gewann sie das Rennen auf der 100-Meter-Distanz bei den Studentenweltmeisterschaften in Berlin. 1952 lief sie als erste Frau der DDR die 100 Meter in unter 12 Sekunden, als sie in Bukarest nach 11,9 Sekunden ins Ziel kam. Da die DDR bei den Olympischen Spielen 1952 in Helsinki keine Mannschaft stellte, blieb ihr eine Olympiateilnahme jedoch verwehrt.
1956 beendete sie ihre aktive Karriere und arbeitete danach als Sportlehrerin in Pirna.
Preibisch war mit dem Leichtathleten Gunter Preibisch (1926–2011) verheiratet, ihre Tochter Gundy Preibisch war 1980 DDR-Meisterin in der 4-mal-100-Meter-Staffel.